# Eden Alternative
Die Eden Alternative ist eine weltweit tätige gemeinnützige Organisation, die das Ziel hat, die Lebensqualität von Menschen in Pflege und Betreuung zu verbessern. Die Philosophie der Eden Alternative stellt das Wohlbefinden aller in Pflegeeinrichtungen, Tagespflege und Hospizen lebenden und arbeitenden Menschen ins Zentrum. In den 1990er Jahren durch den Gerontologen William H. Thomas sowie seiner Frau Judith Meyer-Thomas in den USA gegründet, wird die Eden-Philosophie heute in über 50 Ländern der Welt angewandt.

## Geschichte
Die Eden Alternative wurde Anfang der 1990er Jahre von William Thomas sowie Judith Meyer-Thomas ins Leben gerufen. Zwischen 1991 und 2002 bildeten die beiden Mitarbeiter aus Pflege- und Betreuungseinrichtungen nach den 10 Prinzipien der Eden-Philosophie weiter. Seitdem haben sich weltweit, darunter in den Niederlanden, in Österreich, der Schweiz, in Dänemark und Island, aber auch in Südafrika, Japan, Australien und Neuseeland Pflegeeinrichtungen der Eden-Philosophie verschrieben. Heute arbeiten über 30.000 Personen weltweit nach der Philosophie der Eden Alternative. In Europa gibt es verschiedene nationale Koordinatoren, die von der Eden Alternative in den USA begleitet und unterstützt werden.
Die Idee zur Gründung der Eden Alternative führt William Thomas auf ein Schlüsselereignis in einem New Yorker Seniorenheim zurück: Bei einer Visite teilte ihm eine Bewohnerin mit, wie sehr sie unter Einsamkeit leide. Er realisierte, dass die Bewohner weniger an ihren körperlichen Einschränkungen litten. Vielmehr waren es vor allem die ungehörten seelischen Bedürfnisse nach Gemeinschaft, sinnstiftender Tätigkeit und Selbstbestimmtheit, die sie belasteten.

## Philosophie
Ausgangspunkt der Eden-Philosophie ist die Erkenntnis, dass ältere und pflegebedürftige Menschen in Pflegeeinrichtungen vor allem an Einsamkeit, Hilflosigkeit und Langeweile leiden. Diesen Leiden tritt die Eden Alternative mit einem umfassenden Kulturwandel in Pflegeeinrichtungen entgegen. Pflege wird konsequent von den Bedürfnissen der Bewohner und des Betreuungspersonals her neu gedacht und gestaltet. Ziel der Eden Alternative ist es, das Wohlbefinden aller in der Einrichtung lebenden und arbeitenden Menschen zu verbessern. Die Eden Alternative versteht Identität, Wachstum, Autonomie, Sicherheit, Verbundenheit, Sinn und Freude als zentrale Handlungsbereiche, um individuelles Wohlbefinden von außen zu unterstützen.
Entsprechend der Eden-Philosophie, wird Altern nicht als Phase des inneren und äußeren Verfalls, sondern als eine eigene Phase der Persönlichkeitsentwicklung und des persönlichen Wachstums begriffen. Bei der Eden-Philosophie wird das Wohlbefinden von Bewohnern, Mitarbeitern, Angehörigen und ehrenamtlichen Helfern gleichermaßen berücksichtigt. Ausgangspunkt ist die Überzeugung, dass Pflege nicht als Einbahnstraße zwischen Pfleger und der zu pflegenden Person begriffen werden sollte, sondern als wechselseitige Pflegepartnerschaft. Im Rahmen der Pflegepartnerschaftgeben geben und empfangen alle Beteiligten Unterstützung. Die Eden Alternative ist keiner spezifischen Weltanschauung verpflichtet, sondern ethisch fundiert.

## Die 10 Prinzipien der Eden Alternative
Den Kern der Eden-Philosophie bilden die zehn Prinzipien der Eden Alternative:
1. Einsamkeit, Hilflosigkeit und Langeweile sind wesentlich für die Leiden älterer Menschen verantwortlich.
2. Eine Gemeinschaft, die das Wohl älterer Menschen in den Mittelpunkt stellt, setzt sich dafür ein, eine Wohnumgebung zu schaffen, in der ein kontinuierlicher enger Kontakt mit Menschen, Tieren und Pflanzen gegeben ist. Es sind die persönlichen Beziehungen, die alten und jungen Menschen den Weg zu einem lebenswerten Leben weisen.
3. Eine liebevolle Gemeinschaft wirkt Einsamkeit entgegen. Ältere Menschen verdienen selbstverständlich die Nähe zu Menschen und Tieren.
4. In einer guten Gemeinschaft dürfen ältere Menschen sowohl Fürsorge empfangen als auch anderen angedeihen lassen. Für andere da sein zu dürfen, wirkt dem Gefühl der Hilflosigkeit entgegen.
5. Eine gute Gemeinschaft bereichert den Alltag durch Abwechslung und Spontaneität. Sie schafft ein Umfeld, in dem sich Unerwartetes und Unvorhersehbares ereignen kann und wirkt so dem Gefühl der Langeweile entgegen.
6. Sinnloses Tun zerstört den menschlichen Geist. Es ist ganz entscheidend für unsere Gesundheit, dass wir die Gelegenheit haben, Dinge zu tun, die wir selbst für sinnvoll erachten.
7. Medizinische Behandlungen sollten immer im Dienste aufrichtiger menschlicher Fürsorge stehen. Sie dürfen dieser niemals übergeordnet werden.
8. Eine gute Gemeinschaft bringt älteren Menschen Wertschätzung entgegen, indem sie die Selbstbestimmung bürokratischen Autoritäten und Hierarchien vorzieht. Entscheidungen werden so weit wie möglich den älteren Menschen selbst überlassen oder den Menschen, die ihnen am nächsten stehen.
9. Eine gute Gemeinschaft zu gestalten, ist ein nie endender Prozess. Dabei darf menschliches Leben niemals getrennt von menschlichem Wachstum gesehen werden.
10. Eine weise Führung ist der Schlüssel in allen Bemühungen, Einsamkeit, Hilflosigkeit und Langeweile zu vertreiben. Sie kann durch nichts ersetzt werden.

## Eden Alternative Deutschland
In Deutschland sind bisher das SeniorenZentrum Krefeld sowie das Maria-Martha-Stift in Lindau als Eden-Alternative-Einrichtungen registriert.

## Auszeichnungen von Eden-Häusern in Deutschland
Mit dem SeniorenZentrum Krefeld und dem Maria-Martha-Stift in Lindau wurden bereits zwei deutsche Eden-Häuser mit Auszeichnungen geehrt:

### Best Facility in Europe 2014
2014 wurde das SeniorenZentrum Krefeld durch das EAHSA (The European Ageing Network) mit dem Award „Best Facility in Europe“ ausgezeichnet.
„…In dieser Organisation werden sowohl die Menschen, die pflegen, als auch die Menschen, die Pflege empfangen, in ihrer Individualität wertgeschätzt und mit Würde und Respekt behandelt. Der Ethos der Pflege, der sich aus der Eden Alternative speist, zieht sich durch die Einrichtung – vom Facility Management hin zum Vorstand, den Führungskräften, den Angestellten, den Freiwilligen. So wird älteren Menschen, die Unterstützung in ihrem Alltag benötigen, die bestmögliche Lebensqualität ermöglicht.“
aus der Laudatio der Jury der EAHSA, 2014

### AltenPflege Preis 2014
Das Maria-Martha-Stift in Lindau empfing den AltenPflege Preis 2014. In diesem Jahr stand der von der Fachzeitschrift AltenPflege vergebene Preis unter dem Motto „Selbstbestimmt und selbstständig leben“.
„Beeindruckend, mit welcher Konsequenz hier Handlungsräume eröffnet werden, in denen Bewohnerinnen und Bewohner Fürsorge für andere leben – und nicht nur empfangen.“
aus der Laudatio der Jury der AltenPflege, 2014